# Football Club Bruno's Magpies
 (août 2019).
Si vous disposez d'ouvrages ou d'articles de référence ou si vous connaissez des sites web de qualité traitant du thème abordé ici, merci de compléter l'article en donnant les références utiles à sa vérifiabilité et en les liant à la section « Notes et références ».
Maillots
Le FC Bruno's Magpies est un club de football gibraltarien fondé en 2013.
Il est membre de la Fédération de football de Gibraltar et évolue en Première Division de Gibraltar.

## Histoire
Le club a été fondé en 2013 par un groupe d'amis dans un bar à Gibraltar du nom de Bruno's Bar & Restaurant. Pour ses deux premières saisons au sein de la deuxième division, il finit dans le milieu de tableau avec une huitième et une neuvième place. On peut citer la victoire 11-0 face au Gibraltar Scorpions. Tandis qu'en Rock Cup en 2014 et 2015, les Magpies se sont fait éliminer dans un premier temps en quart de finale face au Lincoln Red Imps sur un score de 6-0 et en ayant battu les Cannons au second tour, et dans un second temps au deuxième tour face à Saint Joseph's sur un score de 3-0 et en ayant battu les Hound Dogs au premier tour.
Lors de la saison 2015-2016, avec la nomination de David Wilson le club finit quatrième à seulement deux places des play-offs pour la promotion. En Rock Cup, le club est éliminé 7-0 par le Glacis United. La saison suivante, il finit à la deuxième place, synonyme de play-offs pour la promotion. Les joueurs des Magpies étaient à trois points de la première place, détenue alors par les Gibraltar Phoenix. Pour les play-offs, le club doit affronter le neuvième de première division, le Manchester 62 FC. Malheureusement, c'est cette dernière équipe qui remporte le match sur le score de 3 buts à 1. En coupe, c'est la désillusion, éliminé au premier tour face aux Cannons. Et en Coupe de Deuxième Division, le club est battu en finale face à l'Europa Point FC mais il aura battu 5-0 les Gibraltar Phoenix et 8-1 le College 1975. 
La saison 2017-2018, n'est toujours pas celle de la promotion. Les Magpies finissent troisième, à un point de la première place. Le club ne passera encore une fois pas le second tour, éliminé cette fois-ci par les Gibraltar Phoenix. 
Mais la saison suivante, le club réalisera le doublé Championnat et Coupe de Deuxième Division en finissant premier avec 47 points et en ayant notamment battu 13-0 les Hound Dogs. En coupe de deuxième division, le club remporte la finale en battant l'Olympique 13 2 buts à 1. Tandis qu'en Cup, il est éliminé en quart face à l'Europa FC sur l'écrasant score de 9 à 1 mais il a quand même éliminé le Léo FC 10-0 au premier tour. A la fin de la saison, le club engage l'ancien président de Watford, Haig Oundjian, en tant que co-président avec Louis Perry.
Le club remporte la Coupe de Gibraltar de football 2022-2023 et 2024-2025.

## Bilan sportif

### Palmarès
- Coupe de Gibraltar (1)
  - Vainqueur : 2023 et 2025
  - Finaliste : 2022
- Supercoupe de Gibraltar (1)
  - Vainqueur : 2023

### Bilan européen
Note : dans les résultats ci-dessous, le score du club est toujours donné en premier
| Saison    | Compétition             | Tour            | Club                | Domicile | Extérieur | Total |
| --------- | ----------------------- | --------------- | ------------------- | -------- | --------- | ----- |
| 2022-2023 | Ligue Europa Conférence | Premier tour Q  | Crusaders FC        | 2 - 1    | 1 - 3     | 3 - 4 |
| 2023-2024 | Ligue Europa Conférence | Premier tour Q  | Dundalk FC          | 0 - 0    | 1 - 3     | 1 - 3 |
| 2024-2025 | Ligue Conférence        | Premier tour Q  | Derry City          | 2 - 0    | 1 - 2 ap  | 3 - 2 |
| 2024-2025 | Ligue Conférence        | Deuxième tour Q | FC Copenhague       | 0 - 3    | 1 - 5     | 1 - 8 |
| 2025-2026 | Ligue Conférence        | Premier tour Q  | Paide Linnameeskond | 2 - 3    | 1 - 4     | 3 - 7 |

Légende
- Victoire ou qualification pour le tour suivant
- Match nul
- Défaite ou élimination de la compétition